# 薩拉赫納馬島
薩拉赫納馬島是印度尼西亞的島嶼，位於蘇門答臘島對開的馬六甲海峽，距離潘當島10公里，長0.5公里、寬0.25公里，最高點海拔高度89米。
3°20′30″N 99°43′22″E / 3.341621°N 99.722694°E